# Charlton Horethorne
Charlton Horethorne est une paroisse civile et un village du Somerset, en Angleterre.